# 天主教会圣统制
天主教会圣统制（英語：Catholic Church Hierarchy）。在天主教会内，hierarchy一词具有多种相关的用法。从字面上讲，意为「神圣的秩序」（holy ordering），该词被用于不同的情况中。比如有真理层次（Hierarchy of Truths），意指对信仰的正式教义的庄重等级。天主教会具有等级制的本质，这被认为是天主（divine）机构的结构上的特色。
在最早和最广义的用法中，这个教会圣统制（ecclesial hierarchy）是指将所有天主子民分为三个级别：平信徒（laity）、会士（religious）及圣职人员（clergy）。最通常地，该词指教会内部的圣职（ministry）等级，即主教、司铎、执事等三级，这被认为是凭天主之力所建立的，因此对教会本身而言是本质的。在一些情况下，hierarchy一词被用来单指训导当局（Magisterium），即教会正式的训导团体——主教们，而司铎与执事则被排除在外。
此外，还存在一个不同机关和部的优先次序，这表明了教会内不同部和机关的优先权或“阶层”（rank），当举行礼仪（Liturgy）或其他典礼时，该种礼节会有帮助。

## 主教

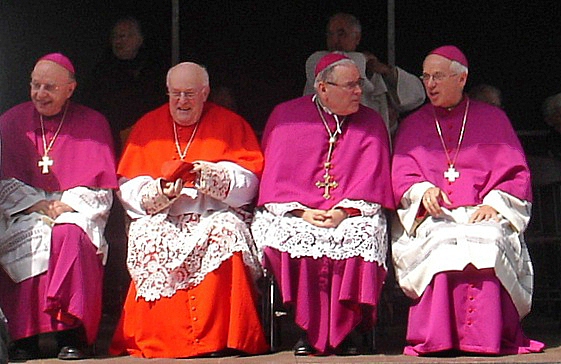
一位枢机与多位主教

主教，掌握着全部司铎职（Priesthood），作为一个团体（世界主教团）被视为宗徒的继承者，以及“藉赐于他们的圣神被立为教会中的牧人，使之成为教义的导师、神圣敬礼的司祭和治理的服务者。”教宗本身也是一位主教（罗马主教），并且传统上当其正式致信给另一位主教时使用「Venerable Brother」头衔。
一位主教的典型的任务是为一个教区提供牧灵的统治（Pastoral governance）。履行该职务的主教称教区首长，因为他们具有教会法所称的对一个教区的教区首长（即非代表）之职权。这些主教可以被东方天主教会视为圣统之列。其他主教可以被任命以协助教区首长（辅理主教与助理主教）或者为教会在更广的服务范围内履行一项职务，如任命为教廷大使或充任教廷的官员。
一个国家或地区的主教可以组成主教团并定期开会以讨论当前问题。“主教团只能在下列事务上制订普通法令：即普通法所已规定者，或宗座自动诏书或因主教团请求而命令者”。特定领域的决议，特别是礼拜仪式，被排除在这些会议的权限之外。这些会议的决议需经至少该有三分之二有表决权的主教们同意，而且非经宗座之认可，并依法公布，不得生效。
主教们通常被至少三位其他主教祝圣（主教职晋秩礼），尽管仅有一位主教祝圣便可生效而且需要教宗之任命状。主教职的晋秩礼被认为是聖秩聖事的完成；甚至当一位主教自其现职退休后，他仍是一位主教，因为圣秩的本质论上的效果是永恒的。另一方面，如总主教或宗主教之类的头衔并不意味着本质论上的改变，而已身为主教者升任这些职位时不需要再举行晋秩礼。
在主教当中，不同的阶层被区分出来。教宗作为圣伯多禄的继承者，是普世天主教会以及拉丁教会的首领。一些东仪天主教会由宗主教、大总主教或都主教领导。在拉丁教会内，同样，教区通常被组为教省，其中一位特别教座之主教拥有教区总主教头衔，具有一些非常有限的对其他教区—即教省隶属教座（Suffragan Sees）—的职权）。

### 教宗

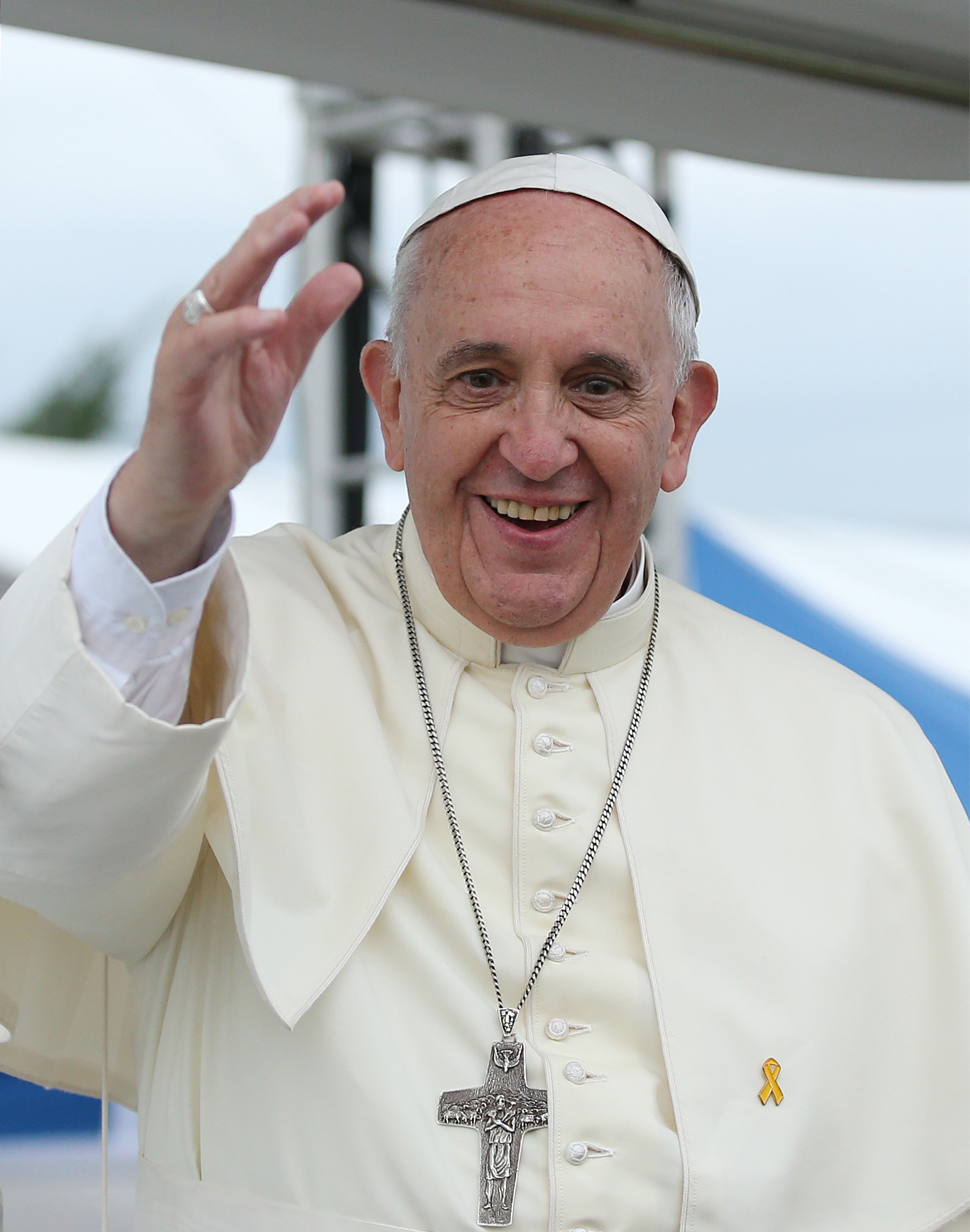
教宗方濟各：如其历任前任一样，被天主教徒视作基督之代表（Vicar of Christ），并因此而为全基督徒之领袖。

天主教会与其他基督教团体的最显著的差别是其成员与教宗的联系。天主教教理，援引梵蒂冈第二届大公会议文件《教会宪章》，称：“教宗——罗马主教和伯多禄的继承者，‘對主教們和信友群眾，是一個永久性的、可見的統一中心和基礎’”
教宗被称作基督之代表（Vicar of Christ）和普世教会的最高司祭（Supreme Pontiff）。他有时可以使用较非正式的头衔——天主众僕之僕。
在天主教神学内，圣伯多禄為宗徒们的首领，而充当圣伯多禄继承者的罗马主教被视为世界主教团（College of Bishops）的領袖，与他的共融（communion）被视为世界主教团存在的根本，他对整个教会具有直接的权威，不須通过其他主教傳遞。
教宗（源於希腊文词汇“父亲”，最早见于荷马的《奥德赛》6:57）是罗马主教最常見的头衔，并且其传统拉丁文缩写“PP”（有时用小写字母）被用于其正式署名中，如“Benedictus PP XVI”（教宗本笃十六世）。加于其姓名之前的尊号是“His Holiness”（中文里使用“陛下”、“宗座”。这是第三人称，若与教宗当面对话，则应使用Your Holiness）。
在特定的有限与超常的情况下，该罗马主教首席权（Primacy of the Roman Pontiff，即教宗首席权papal primacy）——意指伯多禄权威或作用（Petrine authority or function），包括教宗无误论（即欽定信條（dogmatic definition）——教宗作为可见的教会领导庄重提议界定关于信仰以及道德问题的教义特点。在任何平常情况下，该权威的使用将包括早前所有主教级枢机们的会商（通常是在神圣的宗教会议（synod）上或大公会议中发生）。
天主教教理说：“‘幾時世界主教團的首領、羅馬教宗，以全體信徒最高牧者和導師的身分，在信仰上堅定其弟兄們，以決定性的行動，宣布一項有關信仰或道德的教義，便以自己職位的名義，享有這種不能錯誤的神恩……幾時世界主教團與伯多祿的繼承人共同執行這種最高的訓導權’，尤其在召開大公會議時，‘那許給教會的不能錯誤的神恩，也留在他們中’。當教會透過她的最高訓導當局，宣布一些‘為天主所啟示的當信之道’或基督的教訓時，信徒們便該‘以信德的服從去贊同這些論斷’。這種不能錯誤之神恩涵蓋了天主啟示的整個寶庫。”“訓導的使命，是與天主在基督內和其子民所訂之盟約的特性息息相關的；它該防範各種錯誤和缺失，保証他們可以無誤地宣認真正信仰的客觀可能性。因此訓導當局的牧民任務在於留心看管，務使天主的子民能生活在使人自由的真理內。為完成此項任務，在有關信仰和道德的事上，基督賦予牧者們不能舛錯的神恩。使用這種神恩能有多種方式。”

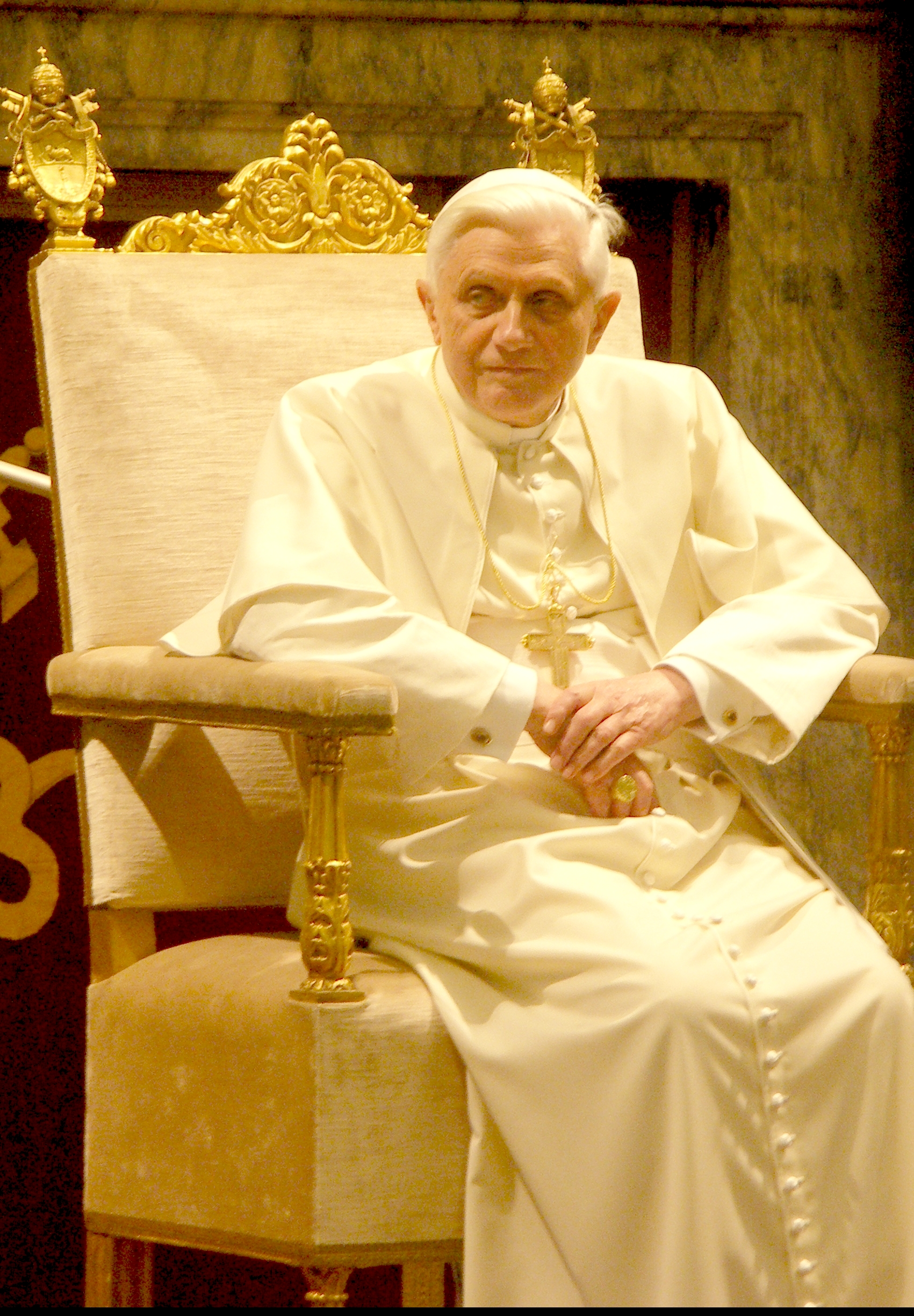
教宗本篤十六世在2013年因年老及體力不支辭職，成為榮休教宗。

教宗居于梵蒂冈城，这是罗马城内的一个独立国家，1929年由圣座和意大利签署的《拉特朗条约》所建立，各國駐梵大使是駐派於圣座而非梵蒂冈城国，係因前者在梵蒂冈城国建立前已屬国际法主体。辅佐教宗统治教会的官员团队被統稱为罗马教廷。“圣座”二字仅用于教宗和羅馬教廷，因为《天主教法典》—涉及拉丁礼教会统治，而非罗马教座（教区）的内部事务—而須使用本词。
当前教宗选举的规则见于宗座宪令（主的普世羊群）。闡明自教宗去世到宣布继任者间枢机们及罗马教廷各部的权力、去世教宗的葬礼安排，以及枢机选举人的开会地点、时间與方式，该会议被称为秘密会议（conclave）。该词是从拉丁文com-（一起）和clavis（钥匙）而来，指将与会者锁闭而与世隔离，以督促其早日完成選舉。
教宗也可选择辞职。著名例子有：1294年教宗雷定五世（尽管因此行为而被诗人但丁描述为被罚入地狱，他还是于1313年被列入圣品）、教宗额我略十二世（1415年辞职以结束大分裂）及教宗本笃十六世（2013年因年老及体力不支辞职，成为荣休教宗）。

### 宗主教

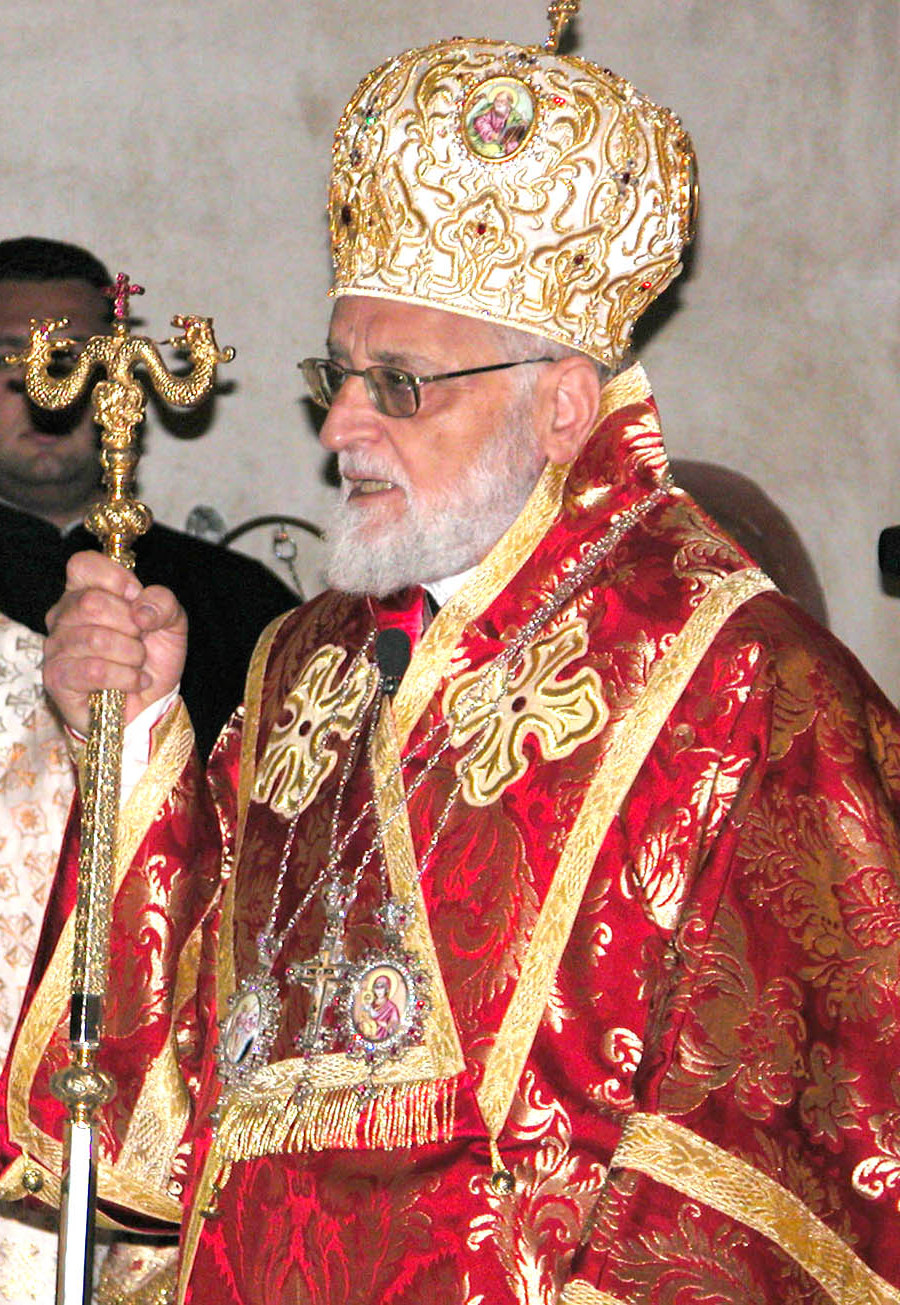
宗主教額我略三世·拉罕（Gregory III Laham），屬默基特希臘禮天主教會（Melkite Greek Catholic Church）

一些自治的（拉丁語：、意為“自權的”（of one's own laws））個別教會由若干地方教會即教區組成，其領導擁有宗主教頭銜。 教宗本人也是一位宗主教—西方宗主教，是拉丁禮或西方地區教會的領導。東方宗主教們由他們所在的地區教會的主教宗教會議（synod）選舉。
作為自治的地區教會的領導的宗主教有:
- 科普特禮天主教亞歷山大宗主教（科普特禮天主教會）[21]
- 敘利亞禮天主教安提阿宗主教（敘利亞禮天主教會）[22]
- 默基特希臘禮天主教安提阿宗主教（默基特希臘禮天主教會）[23]
- 馬龍尼禮安提阿宗主教（馬龍尼禮教會）[24]
- 加色丁禮天主教巴比倫宗主教（加色丁禮天主教會）[25]
- 亞美尼亞禮天主教西利西亞宗主教（亞美尼亞禮天主教會）[26]

這些宗主教不僅對他們的地區教會內的主教（包括都主教）有權威，且亦直接對所有教友有權。 東方天主教的宗主教們具有對所有主教的優先權，除了教宗所設的例外之外。 加於他們姓名之前的榮譽頭銜是"His Beatitude"（Beatitude意為“真福”。該稱呼為第三人稱，如當面稱呼可稱“Your Beatitude”）。
在拉丁禮教會內部，也有另外的宗主教。他們包括：
- 拉丁禮耶路撒冷宗主教
- 威尼斯宗主教
- 里斯本宗主教
- 東印度宗主教（Patriarch of the East Indies）是一個領銜宗主教位，兼果亚暨达曼總主教（Archbishop of Goa and Daman）

所有這些拉丁禮職位均屬榮譽，且這些宗主教不是自治地區教會的領導。東印度宗主教是果阿的總主教，而其他宗主教是名稱中所涉城市的總主教。西印度宗主教（Patriarch of the West Indies）一銜過去被授予一些西班牙主教們（並非總是屬於相同的教座），但現長期懸置不用。

### 大總主教

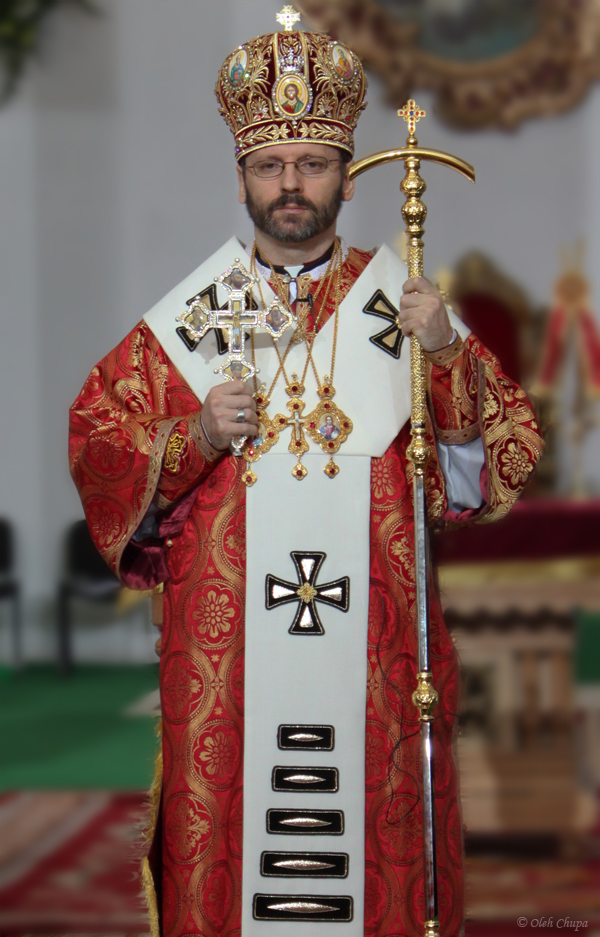
現任基輔-加利奇大總主教斯維亞托斯拉夫·舍夫丘克

其他自治地區教會由大總主教領導。敘利亞-瑪蘭卡禮天主教會使用大公（“Catholicos”）一銜稱呼其大總主教。無一例外的是，大總主教在其自治（sui iuris）教會內的權威與宗主教在其教會內的權威相當。這個名望（prestigious）稍次的職位是在1963年為已經在規模和穩定性上發展至允許完全的自我治理的東方天主教會設立，如果歷史的、大公的（ecumenical）或政治的條件不允許其升格為宗主教區（patriarchate）。
如今，有4個大總主教：
- 基輔-加利奇大總主教（烏克蘭希臘禮天主教會）[34]
- 埃爾訥古勒姆-安加馬里大總主教（敘利亞-瑪拉巴禮教會）[35]
- 特里凡得琅大總主教（敘利亞-瑪蘭卡禮天主教會）[36]
- 弗格拉什與阿爾巴尤利亞大總主教（羅馬尼亞希臘禮天主教會（Romanian Church United with Rome, Greek-Catholic））[37]

### 枢机

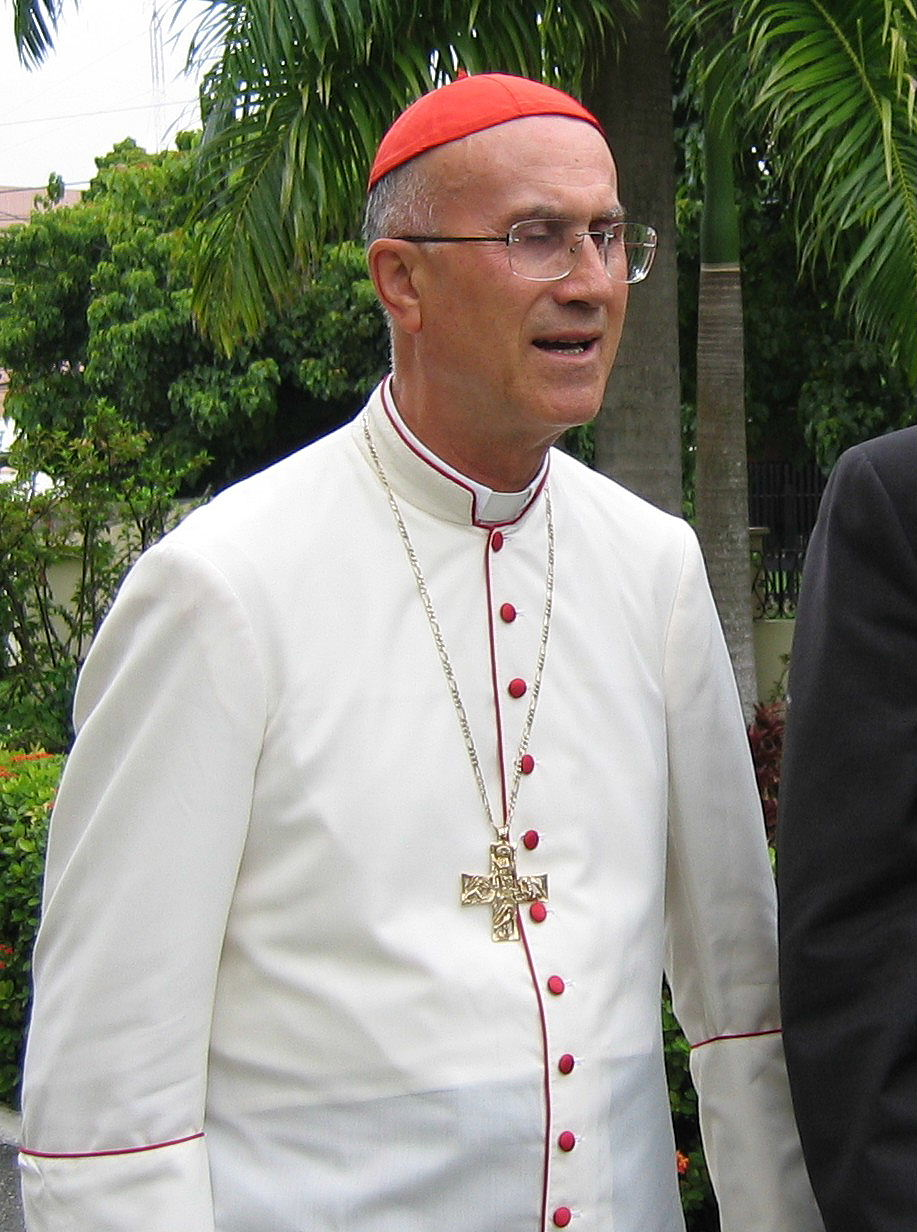
着夏服的枢机塔尔奇西奥·贝尔托内（Tarcisio Cardinal Bertone）

枢机由教宗任命，后者通常选择领导部會或全世界重要教區的主教们。枢机组成枢机团为教宗提供建议，教宗去世时，小於80岁的枢机將会参加教宗选举秘密会议选举新教宗。
枢机并非天主教会神学组织结构所不可缺少的部分，而主要是一个荣誉殊勋，起源于1059年将选举教宗的权利排他性指定为罗马主要圣职人员以及7个罗马城郊教区的主教们。因为他们因此而获的重要性，「cardinal」一词（自而来，意为「hinge」（铰链，关键，枢纽））被用于他们身上。在12世纪，开始了任命罗马之外的圣职人士担任枢机的实践。每位枢机仍被分派一座位于罗马的教堂作为其“领衔堂區”或与一个與罗马教区相联系的羅馬城郊教區。在这些教座中，枢机团团长會領奥斯底亚羅馬城郊教區主教銜，而保持其与其他6个教座之一的优先联系。传统上，只有6位枢机拥有主教级枢机的地位，但当东方礼宗主教也成为枢机后，他们亦拥有主教级枢机的地位，但不被分派予一个近罗马教座，也在罗马没有教堂。其他枢机拥有司铎级枢机或执事级枢机的地位，前者通常被分配给负责教区的主教们，而后者则被分配给聖座官员以及擢升至枢机位的司铎们。
自教宗若望二十三世於1962年变革后，如果一位被任命为枢机的男士不是一位主教，他会被要求祝圣为主教。（此前数个世纪，确有枢机仅具有小品（minor orders）。）几乎没有此类司铎要求并获得豁免当前的规定；枢机埃弗里·罗伯特·杜勒斯（Avery Robert Cardinal Dulles，SJ），以及阿尔贝·瓦霍耶 （Albert Vanhoye, SJ），是最近的例子。

### 首席主教
首席主教这一拉丁礼头衔在一些国家被授予某地区（通常是总教区）教座之主教。它曾包括对该国或地区所有其他教座之权威，但如今仅含有“荣誉特权”，除了特殊情况外。今天，首席主教通常被指定为一位在该国最早设立的教区服务的总主教或主教，或者一位在该国最古老的教区服务的总主教/主教。例外确实存在，如在波兰，首席主教是最古老的总教区（天主教格涅兹诺总教区，于1000年建立）的总主教，而不是最古老教区（天主教波兹南教区，968年建立）的主教。

### 教省总主教（拉丁礼）/都主教（东方礼）

#### 教省总主教（拉丁礼）
一位拉丁礼教省总主教是由若干教区组成的教省的首府教區（即“都”metropolitan）教座的主教。教省总主教自教宗处接受披带作为其职位的象征。教省总主教对其教省内的教省附屬教区（suffragan diocese）具有有限的监督权威，包括保证信德（faith）和教会纪律被恰当地遵守。他也具有权力为一个空位的附屬教区提名一个教区署理(diocesan administrator)，如果该教区議會（diocesan council of consultors）未能恰当地选出一位主教。此外，他的教区法院如无意外会为教省附屬教区充当教会上诉法院（第二审法院），并且该教省总主教可选择亲自裁判那些上诉。

#### 都主教（东方礼）
在宗主教的或大总主教的教会内的东方礼的都主教与拉丁礼的教省总主教具有相似级别的权威，受他们自治（sui iuris）教会的特定法律与习惯约束。领导自治（sui iuris）教会的东方礼都主教对他们的教会具有更大的权威，尽管其少于大总主教或宗主教的。
現時有二個東儀天主教會的自治教會使用，包括埃塞俄比亞禮天主教會和厄立特里亞禮天主教會。

#### 共性
所有教省总主教/都主教都具有总主教头衔，并且教省总主教/都主教教座被称为总教区或东方礼总教区，该头衔不仅为525个教省总主教/都主教教座所享有，并且为76个其他教座享有。

### 总主教
总主教这一头衔不只被领导教省总主教座（metropolitan sees）的主教们拥有，而且还被领导并非教省总主教座的总教区（大多数在欧洲以及黎凡特）的主教们拥有。)此外，它被特定的其他主教拥有，这些主教被称为“领衔总主教”（Titular Archbishops）(见下：其他主教)，他们被授予已不存在的总教区作为其领衔教座——许多这类情况是为方便行政或外交职位，如教廷大使（papal nuncio）或教廷部会的秘书长。非总主教席的主教可以被授予总主教之个人头衔，而并不提升其教座（该主教被称为“个人身份”总主教（archbishop ad personam）），尽管此类实践在梵蒂冈第二届大公会议后便已显著减少。

### 教区主教
任何教座的主教（Bishop）或东方礼教区主教（Eparch），即使不具有如总主教、教省总主教、大总主教、宗主教或教宗之类的头衔，也还是其教区或东方礼教区（eparchy）统一的中心，并且作为世界主教團（College of Bishops）的一员，共享治理教会之责任 (参见《天主教教理》, 886)。因为每个当地地区教会都是普世天主教会的具体化，而不仅为一个甚麼樣更大组织的行政支部，故其领导即主教并非是教宗的代理。相反，他自己具有对其所负责的教区有根本的教导、治理和圣化责任。
在每个教区，纵令圣体圣事由另一位主教举行，必须的教区主教领圣体也还是要提及其名字。在东方礼教区内，宗主教、大总主教或都主教的名字也被提及，因为他们也具有对所有该地区教会教区的直接责任。出于同样的原因，每个天主教圣体圣事典礼都会提及教宗的名字。
晋牧（晋升主教；Ordination to the episcopate）是司铎职（priesthood）之完满，也是圣秩圣事（sacrament of Holy Orders）的完成。主教被视为宗徒的继承者。

### 其他主教
一位教区主教可以有数位主教辅佐其圣职。教座的助理主教具有在教区主教去世或辞职时继任之权利，且若该教座是总教区的话还可以拥有总主教头衔。同样，一位退休的教区主教将保有其与曾任职的教座的联系，并被称为该教座的荣休（Emeritus）主教（或总主教）。另一方面，一位辅理主教——他也可能拥有诸如副主教之类职位——会被任命为领衔教區（titular see）（在历史过程中其作为治理单位已经中止的教座）的主教。
被任命为此类主教的领衔教座主教——可以是教省总主教、总主教或者一般的主教——一度被称为“非信徒地区”教座（sees in partibus infidelium）的主教，因为它们处于因穆斯林征服而失去的基督教信仰地区。现在則也將位于基督教国家的教座被派为领衔教座，主要是取自那些因為併入較大的教區或教區發展而分割等原因而不存在教區名稱。这些教座也被分派给在罗马教廷服务的主教们，如教廷大使或在法律上与教区主教地位平等者（见下），如宗座代牧和东方礼宗座代牧。
“领衔主教”偶爾也被翻譯作名譽主教，但严格地说這個詞不准确，因为他们确实是主教，尽管他们不服务于他们所被派定的教区，也不仅仅是主教这一荣誉头衔的拥有者。他们是世界主教团的成员，如教区主教一般无二。
在大多数英语国家，被冠于一位主教的姓名之前的荣誉头衔是"The Most Reverend"。但是，在大不列颠及受英语（不是爱尔兰语）应用强烈影响的国家，"The Most Reverend"仅被用于总主教，而其他主教被称为"The Right Reverend"。

### 与主教职位相类者
在天主教会内，下列职位具有与教区主教的相似性，但并不必须由主教担任。

#### 法律上与教区主教地位平等者
教会法典第368条（Canon 368 of the Code of Canon Law）列明5个被视为与教区平等的拉丁礼治理权的区域。它们由领有下述职衔者领导：
- 自治监督区监督，正式称呼为“无教区监督”（Prelate nullius dioceseos），负责一个尚未被提升到教区级别的地理区域。
- 自治会院区院牧，在传教国十分庞大时负责一个与一座隐修院相关联的的区域。
- 宗座代牧（通常是一位领衔教座的主教），通常是在一个传教国内负责尚未准备好成为一个教区的宗座代牧区。
- 宗座监牧（通常不是主教），负责一个尚未准备好成为宗座代牧区的宗座监牧区。
- 永久宗座署理(即一般所称的“宗座署理”),负责一个因特殊重大理由而不能成立教区的地理区域。

可以再加上下列职位：
- 东方礼宗座代牧（Apostolic Exarch or Ordinary），为东方礼信友而设
- 军中教长
- 个人监督（Personal Prelate），负责一组人，不受地理限制。唯一存在的个人监督区是主业会个人监督区。
- 个人宗座署理区（Personal Apostolic Administration）宗座署理：只存在一个，即圣若望·玛利亚·维雅纳个人宗座署理区
- 自治传教区的上司
- 个人教长区的教长，比如沃尔辛厄姆圣母个人教长区或美国的聖伯多祿寶座個人教長區或澳洲的南十字聖母个人教长区，由于担任教长的前圣公会神职已婚，不能祝圣为主教，但拥有相当于主教的权力。

在某种意义上具有相似地位的是代理主教（Diocesan Administrator（教区署理），正式称呼为Vicar Capitular），在空位时期被选举管制一个教区。除了个别天然或法律的限制外，他具有——在代理基础上——如教区主教一般的义务和权力(canons 427-429 of the Code of Canon Law)。偶尔一位宗座署理会被圣座任命以管理一个空位教区，或甚而一个其主教无能力或受阻的教区。
其他重要的通常（但不是必须）由（总）主教领有的头衔或功能包括：教廷使节（Papal Legate）（包括宗座代表、教廷大使等），宗主教代牧（Patriarchal Vicar），宗座代表（Pontifical Delegate）。

## 司铎
主教由司铎及执事辅佐。所有司铎和执事都被入枢（incardinated）于一个教区或一个修会。堂区——不管是区域的还是个人基础上的——在一个教区内通常由一位被称为堂区主任的司铎负责，
在拉丁礼或地区教会中，作为一条规则，只有独身男士方可被授以司铎职位，而在东方礼中，也是作为一条规则，司铎可被授予独身或已婚男士。在东方礼地区教会中，埃塞俄比亚礼天主教会仅授秩于独身男士，但却有由正教会授秩的已婚司铎，而其他东方礼天主教会，尽管授圣秩与已婚男士，却在有的国家没有已婚的司铎。西方或拉丁礼确实有但非常少见地授圣秩与已婚男士，通常是新教圣职人员转为天主教徒，但都是遵循一事一议的原则以特许（英語：Pastoral Provision）方式授予，并不作为一项制度。天主教会所有礼仪(rite)均保持古代传统即在授圣秩后，结婚即不被允许。甚至一位已婚司铎丧偶后也不能再娶。
天主教会以及古代天主教会将司铎授秩礼视为一桩将该被授秩者奉献给与服务的永久性关系的圣事，而且如圣洗圣事和坚振圣事一样，对个人具有本质论上的效应。由于此原因，故一个人只能在三秩中每次只接受一次授秩。他们也认为司铎授秩礼只能被给予男士。

### 在其教区外的现职司铎
尽管司铎们归属于某一教区或修会，他们可能获得其教区首长或宗教上司的许可服务于教区或修会的一般治理权之外。这些任务从性质上说可能是暂时性的或更属永久性的。
暂时性任务可以包括在罗马的一座宗座大学学习以获得高级学位。它们也可以包括充当教区境外神学院教员的短期任务。
长期任务包括为普世教会服务充当罗马教廷的部（dicastery）或法庭人员，或供职于圣座的外交使团。他们也可能被任命为院长（rector）或者被指派担负神学院/天主教大学教学人员的长期教学任务。司铎还可能为其主教团充当工作人员，如在军中教长区的随营司铎（chaplain）们，或如传教士们。

### 在教区级别上的教区内职位
教区主教会任命一位副主教以协助其统治教区。通常，只有一位副主教被任命；特别大的教区可以有超过1名副主教。(canon 475 of the Code of Canon Law) 一位教区主教也可以为教区任命一位或多位主教代表。他们与副主教享有同样的教区首长权力，但是，它被限制于教区的特定区域，限制于特定的活动类型，限制于特定礼仪的信友，或限制于人们的某些群体。(canon 476 of the Code of Canon Law) 值得注意的是副主教並不是一個主教品神職人員的職位，和主教代表一樣可以由司铎或主教擔任。在东仪天主教会中，他们被称为Protosyncelli和Syncelli (canon 191 of the Code of Canons of the Eastern Churches)。
教区主教们被要求任命一位司法代理（judicial vicar），有代表主教裁判案件的教区首长权力(canon 1420 of the Code of Canon Law, canon 191 of the Code of Canons of the Eastern Churches)。在拉丁礼教会中，司法代理也被称为司法长（officialis）。充任该职者须为司铎，已获得教律博士（Doctor of Canon Law|doctorate in canon law）（或至少获得执照），至少30岁，而且，除非教区狭小或案件稀少，否则不准不设司法代理。既然司法代理的工作之一就是主持合议庭，故许多教区有辅助司法代理（adjutant judicial vicars），他们能够以司法代理之地位主持合议庭且必须具有同样的素质。
教区主教会为教区秘书处任命一位教区秘书长（chancellor），也可能是一位教区副秘书长（vice-chancellor），以及书记们（notaries）。这些官员维持该教区的记录与档案。他们也充当教区主教公署的秘书。主教也任命一位总务主任和一个经济委员会负责审查教区的预算，教会财产，收支。
主教任命司铎及其他信友为各种顾问团体。它们包括参议会（college of consultors）（当教座空位时负责选举教区署理（diocesan administrator）），司铎咨议会（presbyteral council），教区会议（diocesan synod），以及牧灵委员会（pastoral council）。

### 總鐸
“總鐸，其名亦稱Dean或Archpriest或其他頭銜，是指領導總鐸區的司鐸。” (canon 553 of the  Code of Canon Law)總鐸區（vicariate forane），即一個教區內的一組堂區。不同於地區性的宗座代牧（Episcopal Vicar），總鐸在總鐸區內幫助教區主任及其他司鐸，而不是他們和教區主教間的中間權威。

### 堂区主任
“堂区主任（Pastors）是委托他管理堂区的本有牧者，在教区主教的权下，为托给自己的团体从事牧灵工作，被召分担基督的职务，依法律规定为此一团体履行训导、圣化与治理的职责，并应与其它司铎或执事合作，以及平信徒的协助。”(canon 519 of the Code of Canon Law)
因缺少司铎，有时一个堂区可以在或长或短的时间内被委托于一位并非堂区主任的司铎，或一位执事，或一位男或女会士，或甚至一位平信徒。他们并不因此而成为堂区主任。

### 堂区副主任
“为妥善做好堂区的牧灵工作，如有需要或适当时，可给与堂区主任一个或数个堂区副主任（Parochial Vicars），以与堂区主任合作，分担辛劳，并与堂区主任共同策划、研究，以及在其权下协助执行牧灵职务。”“堂区副主任的设置，或为协助全部牧灵职务，为整个堂区，或祇为堂区的某一指定部分，或祇为堂区固定的一部分信徒，或为从事数个不同堂区的某一固定职务。” (canon 545 of the Code of Canon Law)
在一些英语国家，堂区副主任亦称Associate Pastors或Assistant Priests。

### 名誉头衔
蒙席（Monsignor）之名誉头衔可以由教宗在该司铎之主教的要求下授予一位教区司铎（diocesan priest）（并非修会（religious institute）成员）。该获衔司铎被视为教宗府（papal household）成员。该头衔有以下三类：
- 陛下专职司铎(Chaplain of His Holiness)（1969年改革前称教宗侍从（Papal Chamberlain）），[47]是最低等级，以黑色长袍（cassock）上的紫色纽扣和装饰与紫色肩带为别。
- 名誉教长(Honorary Prelate)（直到1969年一直称为国内教长（Domestic Prelate）），是中等级，以黑色长袍（cassock）上的红色纽扣和装饰与紫色肩带，以及包括一件紫色长袍（cassock）在内的圣咏团（choir）着装为别。
- 宗座总书记官（Protonotary Apostolic），是最高等级，与Honorary Prelate的着装相同，除了也可以戴被称为费拉罗奥罗（ferraiuolo）的非必须的紫色丝绸披肩。

在一些教区，充当副主教的司铎也被给予蒙席的荣衔。这是真的，尽管他们未被任命至教宗府。
一些叙利亚传统的东仪天主教会使用农村主教（Chorbishop）头衔，大概和西方头衔“蒙席”等同。其他东仪天主教会将掌院（Archimandrite）头衔赐给未婚司铎，作为对其服务的尊重或感谢之标志。已婚司铎可以以总铎职位为荣誉，该职位可以允许司铎着主教冠（mitre）。

## 执事
执事是教会被任命的圣事施行者（minister），与司铎们同为主教的同事，但意在关注直接服务和拓展范围的圣职（ministry），而非牧灵的领导（pastoral leadership）。他们通常与堂区相联系，在此他们作为信友的福音书和祈祷文的教区首长圣事施行者（minister）发挥礼拜仪式功能（liturgical function）。他们可以传道，在罗马礼中也可以主持非感恩（non-Eucharistic）礼拜仪式，如洗礼、婚礼和葬礼。在东仪天主教会中，当司铎不在时，执事并不更衣（vest）且只可以作为读经员（reader）领导服务，而并不主持婚礼或葬礼。
他们可以是准备接受司铎授秩礼（ordination）的修生（seminarian），即“过渡执事”（transitional deacon）；或者他们可以是“終身执事”（permanent deacon），即并不想被授秩为司铎。要想被授秩为执事，后者必须至少25岁，若未婚；若已婚，则一位未来的执事必须至少35岁，且需获得其妻子的同意。在拉丁礼中，已婚执事是終身执事。

### 总执事
副主教职位，当前由主教或司铎担当，但起初却是教区的主要执事所充当，他们被称为总执事。

### 副执事
罗马天主教会废止的小品（minor orders）之一——副执事（Subdeacons）品仍然在一些东仪天主教会以及传统主义天主教徒（Traditionalist Catholic）群体内使用。

## 平信徒
天主的人民大多数是平信徒——那些基本使命是将福音主旨带“到世间”的基督徒。"laity"起初来源于希腊文"Laos theon"，意为“天主的子民”（populum Dei）。虽然平信徒的任务基本上集中在教会结构之外，他们还是有责任通过多种方式配合教会的统治。

### 平信徒圣职/平信徒传道
平信徒圣职（Lay Ministry）指其主要职业并非在教会组织内部但可以在单一圣职中服务以建立教会生活的平信徒的所有工作。这可包括传教员（Catechists），执烛者（acolytes）, 读经员（lectors）, 入门陪伴者（initiation sponsors）, 牧民职务者（pastoral care ministers）,以及堂区和教区顾问团体成员。
教区和堂区的教会顾问的领导职分，通常由一个牧灵委员会（Pastoral Council）和一个经济委员会（Finance Council）以及若干关注教会生活和传教的主要方面，如信德形成或基督教教育、礼拜仪式、社会正义、大公主义（Ecumenism）或 管家职分（Stewardship）的委员会构成。

### 会士
同属平信徒的还有“会士”，这些人在奉献生活（Consecrated life）（通常被称为会士生活"religious life"，或隐修生活"monastic life"）中将自己奉献给天主，这种生活既可是共同生活（Cenobium）也可以是奉献独修者，奉献童贞，奉献孀妇/鳏夫(consecrated hermit, consecrated virgin or consecrated widow/widower)。（见奉献生活（Consecrated life）条目）